# Історична географія
Істори́чна геогра́фія — галузь знань на стику історії і географії; географія певної території на певному етапі її історичного розвитку. В історичній науці історичній географії звичайно відводиться роль допоміжної дисципліни. У системі географічних наук історичну географію зазвичай відносять до суміжних дисциплін, що сформувалися на стику географії та історії.
Наука вивчає зміни в географічній оболонці Землі як в силу природних причин, так і під дією людини. У ній використовуються різні методи:
- історичні (вивчення архівних джерел, пам'ятників матеріальної культури і таке інше);
- географічні (картографування, районування, ландшафтний підхід, польове вивчення реліктів, дендрохронологія й інше);
- суміжних наук (аерокосмічна індикація, математичне моделювання та інше).

На початковому етапі розвитку науки історик і географ нерідко суміщались в одній особі. Історична географія, як напрям географічної науки, орієнтований на дослідження стану і змін природи, людини і суспільства, бере початок від праць П. Клювера (1580—1622). Набула розквіту в ХІХ — першій половині XX століття завдяки працям Карла Ріттера, А. Геттнера, Г. Марша, Ф. Ратцеля, С. Рудницького, Л. Берга, І. Крип'якевича, В. Кубійовича та інших учених.

## Історія
1752 року іспанський єзуїт Педро Мурійо Веларде видав у Мадриді 10-томник «Історична географія» (Geografía histórica), присвячений усім країнам тогочасного світу.

### Монографії. Статті
- Крип'якевич І. П. Історична картографія в Західній Україні (до 1939 р.) // Історичні джерела та їх використання. 1964, № 1, с. 263—267.
- Максаковский В. П. Историческая география мира. Москва, 1997.
- Трубчаніков С. В. Історична географія України. Кам'янець-Подільський: Оіюм, 2003.
- Щодра, Ольга. Історична географія України від найдавніших часів до кінця XVIII століття. Львів: ЛНУ, 2016.

### Довідники
- Бачинська О. А. Історична географія // ЕІУ, Т. 2, с. 83.
- О. А. Бачинська. Історична географія [Архівовано 16 січня 2017 у Wayback Machine.] // Енциклопедія сучасної України / ред. кол.: І. М. Дзюба [та ін.] ; НАН України, НТШ. — К. : Інститут енциклопедичних досліджень НАН України, 2001–2025. — ISBN 966-02-2074-X.